# Yasuhide Itō
Yasuhide Itō (jap. 伊藤 康英, Itō Yasuhide; * 7. Dezember 1960 in Hamamatsu, Präfektur Shizuoka) ist ein japanischer Komponist, Dirigent und Pianist.

## Biografie
1979 begann er sein Studium, das er am Tōkyō Geijutsu Daigaku (engl. Tokyo National University of Fine Arts and Music) absolvierte und diplomiert dort 1986. Er erhält hohe Auszeichnungen für seine Klaviervorträge (Shizuoka Music Competition) und für seine kompositorischen Werke (Japan Music Competition). Als Komponist ist er weit über die Grenzen Japans bekannt, insbesondere mit seinen rund 60 Werken für Blasorchester. Sein Gloriosa findet sich in den Programmen von Blasorchestern auf der ganzen Erde und ein ebensolcher Erfolg ist seinem Orchesterwerk Festal Scenes beschieden.
2001 ging seine erste Oper Mr. Cinderella in Premiere. Neben seinem kompositorischen Schaffen ist er auch sehr bekannt als Pianist und kann auf erfolgreiche gemeinsame Auftritte mit Trevor Wye, William Bennett, Steven Mead, Brian Bowman, Miura Toru und Sugawa Nobuya verweisen.
Ferner ist er Dirigent der Tsukuba University Band.
Er ist Dozent an der Tokyo University of Fine Arts and Music sowie an dem Senzoku Music College, dem Sakuyo Music College und am Tokyo Conservatoire Shobi.

## Werke

### Werke für Orchester
- 1982 Sinfonia
- 1988 Saxophone Concerto
  1. Prima Parte
  2. Seconda Parte
- 1999 Festal Scenes for Orchestra

### Werke für Blasorchester
- 1978 On the March
- 1979 Progres for Band
- 1982 Evocation for Band
- 1983 Concerto Fantastique pour Saxophone Alto et Orchestre d'Harmonie
- 1984 Liturgia Sinfonica for Band
- 1984 Rag-Time-March
- 1985 Sinfonia for Band
- 1986 Piano Concerto for Pianoforte and Band
- 1986 Festal Scenes for Band
- 1986 Prelude a un Opera inacheve
- 1989 Tableau for Band
- 1990 Gloriosa (Gururiyoza) Symphonic Poem for Band
  1. Oratorio
  2. Cantus
  3. Dies Festus
- 1990 Fantasy Variations for Euphonium and Band
- 1990 Symphony
- 1991 Variations from the Northern Sea for Band
- 1991 Interlude a un Opera inacheve
- 1992 Rapsodia Formasa for Band
- 1992 Overture for Wind ensemble
- 1992 Fuji Symphonic Sketch for Band
- 1992 Fantasia Classica for Wind Ensemble
- 1993 Fanfares for National Athletic Meet at Fukushima
- 1993 March, Wind & Sun
- 1993 Preludio Celebrativo for Band
- 1993 Soma Festival March
- 1993 Soma Festival March No.2
- 1993 Remembrance II
- 1993 Funa-Uta (Boat Song) for Band
  1. Kompira Fune-fune
  2. Ondo no Funa-uta
- 1994 A Jubilee Symphony
- 1994 Three Scenes from Soma (suite)
  1. Fanfare
  2. Shin-soma-bushi
  3. Soma festival march
- 1994 Chopin Fantasy
- 1995 Melodies for Wind Ensemble
- 1995 Preludio Celebrativo for Band
- 1995 Hamamatsu Overture
- 1995 Sonata Classica for Wind Ensemble
- 1996 A la Suite Classique for Wind Ensemble
  1. Allemande en forme de Tango
  2. Sarabande en forme de Chaconne
  3. Gavotte en forme de Habanera
  4. Gigue en forme de Zapateado
- 1996 Meguru Kisetsu ni for Wind Ensemble
- 1998 Ryukuan Fantasy for Band
- 1998 Maiko Spring March
- 1998 Festeggiamo e Cantiamo Musica Festiva per Banda
- 1998 La Vita Symphony in 3 Scenes
  1. La Sinfonia
  2. Una Poeta
  3. La Vita
- 1999 Kokiriko alla Marcia
- 1999 Ryukuan Fantasy for Piano and Band
- 2000 Go For Broke Symphonic Poem for Band
- 2000 As Time is passing on Symphonic Poem for Band
- 2000 As Time is passing on Symphonic Movement for Band
- 2001 Pacem et gloriam pro nobis Overture for Band
- 2001 March „The Three Tops Hill“
- 2001 March „Over the Century“
- 2001 March „Over the Wind“
- 2002 Choral Fantasy Symphonic poem for Band
- 2002 Get well, Maestro
- 2002 March „fuji no Yama“
- 2003 Rapsodia di Toyama for Band
- 2003 Dona Nobis Pacem per Band
- 2004 A Jupiter Fantasy
- 2005 March for Mars
- 2005 The Earth
- 2005 The Planets Trilogy for band
  1. March for Mars
  2. The Earth
  3. A Jupiter Fantasy
- 2005 Euphonium Concerto
- 2005 Sinfonia Singaporiana
- 2005 Get Well Maestro – In Memory of Maestro Frederick Fennell

### Bühnenwerke
- 2001 Mr.Cinderella Oper in 2 Akten

### Kammermusik
- 1992 Overture für 2 Flöten. 2 Oboen. 2 Klarinetten. 2 Alt-Saxophone, 2 Fagotte. 2 Hörner, 2 Trompeten, 2 Posaunen und Tuba
- 1994 Fanfare for Hamamatsu City für Piccolo, Flöte, Oboe, Klarinette, Saxophon, Horn, Posaune, Euphonium, Tuba, Kontrabass, Pauken und Schlagzeug
- 2000 La Danza for Percussion Sextet
- 2002 Kenyan Fantasy for Marimba Sextet (suite)
- 2004 The Spanish horn für Horn-Quartett
- Fantaisie de Bali '84 for Percussion Sextet

### Bücher und Schriften
- Kangakki no Meikyoku Meienso (The Masterpieces and Great Performances of Wind Instruments)